# 杜步舟
杜步舟（1909年12月25日—1994年），曾用名杜佛舟。山东省乐陵县大孙杜寺村人。中共七大代表。曾任山东林业厅副厅长。

## 生平
贫苦农民家庭出身。1929年在乐陵县任小学教员，开始从事革命活动。1933年2月加人中国共产党。同年3月至1935年8月任中共乐陵县委书汜。1935年8月起任中共乐陵中心县委委员。10月起任中共乐陵中心县委书记。1937年5月兼任鲁豫边区工委团委书记。1937年8月，根据津南工委指示，在乐陵黄夹镇组织150人的武装起义，树起了“抗日救国军第六团”的大旗打响了乐陵抗日武装斗争的第一枪。同年10月，先后任该团副团长、团长。12月，救国军改称国民革命军别动总队第三十一游击大队，他任第三路指挥。1938年7月，“三十一”支队改编为八路军冀鲁边区游击支队，任游击支队营营长。1945年春，被选为党的“七大”代表。中华人民共和国成立后，先后任山东省林业厅副厅长、山东省政协常委等职。1994年病故。